# Suillia mikii
Suillia mikii är en tvåvingeart som först beskrevs av Pokorny 1886.  Suillia mikii ingår i släktet Suillia och familjen myllflugor. Arten är reproducerande i Sverige. Inga underarter finns listade i Catalogue of Life.